# Check Your Head
Check your Head è il terzo album in studio dei Beastie Boys, uscito nel 1992.

## Il disco
Il disco, pubblicato nell'aprile 1992 e prodotto da Caldato, è caratterizzato dall'ennesimo radicale cambiamento di genere, stile e mentalità. Innanzitutto, dei venti brani che compongono il CD, quelli davvero hip hop si contano sulle dita di una mano; nella restante parte dell'album, si passa velocemente dal jazz al funk, dall'hardcore al rock alternativo, in una distesa multicolore di suoni e grooves che infondono al disco grande ecletticità e sperimentalismo. Brani come Pass the Mic (buon successo nei locali dance) e So What'cha Want (92º posto nelle classifiche statunitensi), dove è la potenza delle parole ad incidere maggiormente, si alternano a pezzi (semi)strumentali, dove il basso di Yauch e le tastiere di Money Mark - alias Mark Nishita - rivestono un ruolo preminente. Non scompaiono comunque i campionamenti, che talvolta esercitano la parte di protagonisti come in Something's Got to Give, dove la risata malefica che ricorre in continuazione, nata da un'originale "Smile Machine" acquistata da Horovitz nell'89, conferisce al brano un'atmosfera di misteriosa ed indecifrabile spiritualità. Curiosamente la traccia The Biz Vs. The Nuge è registrata su un campionamento del brano di Ted Nugent Home Bound, tratto dal disco Cat Scratch Fever (1977)

## Tracce
1. Jimmy James – 3:14
2. Funky Boss – 1:35
3. Pass the Mic – 4:17
4. Gratitude – 2:45
5. Lighten Up – 2:41
6. Finger Lickin' Good – 3:39
7. So What'cha Want – 3:37
8. The Biz Vs. the Nuge – 0:33
9. Time for Livin' – 1:48
10. Something's Got to Give – 3:28
11. The Blue Nun – 0:32
12. Stand Together – 2:47
13. Pow – 2:13
14. The Maestro – 2:52
15. Groove Holmes – 2:33
16. Live at P.J.'s – 3:18
17. Mark on the Bus – 1:05
18. Professor Booty – 4:13
19. In 3's – 2:23
20. Namasté – 4:01

## Formazione
- Michael Diamond - voce e batteria
- Adam Horovitz - voce e chitarra
- Adam Yauch - voce e basso
- Mark Nishita - tastiere
- Mario Caldato Jr. - tecnico del suono (campionamenti)
- Dj Hurricane - dj